# Gnophomyia ostensackeni
Gnophomyia ostensackeni är en tvåvingeart som beskrevs av Frederick Askew Skuse 1890. Gnophomyia ostensackeni ingår i släktet Gnophomyia och familjen småharkrankar. Inga underarter finns listade i Catalogue of Life.